# Živko Čingo
Živko Čingo (Velgošti, 13 agosto 1935 – Ohrid, 11 agosto 1987) è stato uno scrittore macedone.
Direttore del Teatro Nazionale Macedone, è noto per aver scritto il romanzo Grande madre acqua (1971), La piena (1971) ed altre opere, tra cui Ricerca del futuro (1982).